# The Lunatic and the Bomb
The Lunatic and the Bomb è un cortometraggio muto del 1912 diretto da Frank Wilson della lunghezza di 152 metri.
Non si conoscono altri dati del film prodotto dalla Hepworth e andato distrutto nel 1924 dallo stesso produttore, Cecil M. Hepworth che, in gravi difficoltà finanziarie, giunse a tanto per poter recuperare il nitrato d'argento della pellicola.

## Trama
Un pazzo lunatico, fuggito dal manicomio, è convinto che un barattolo possa essere una bomba.

## Produzione
Il film fu prodotto dalla Hepworth.

## Distribuzione
Distribuito dalla Hepworth, il film - un cortometraggio di 152 metri - uscì nelle sale cinematografiche britanniche nell'aprile 1912.